# Consonne affriquée éjective palato-alvéolaire
La consonne affriquée éjective palato-alvéolaire est un son consonantique existant dans certaines langues. Le symbole dans l‘alphabet phonétique international est [t͡ʃʼ].

## Caractéristiques
Voici les caractéristiques de la consonne affriquée éjective palato-alvéolaire :
- Son mode d'articulation est affriquée, ce qui signifie qu’elle est produite en empêchant d'abord l'air de passer, puis le relâchant à travers une voie étroite, causant de la turbulence.
- Son point d'articulation est palato-alvéolaire, ce qui signifie qu'elle est articulée au niveau de la jonction entre les alvéoles de la mâchoire supérieure et le palais dur, avec une langue convexe et renflée en forme de dôme.
- Sa phonation est sourde, ce qui signifie qu'elle est produite sans la vibration des cordes vocales.
- C'est une consonne orale, ce qui signifie que l'air ne s’échappe que par la bouche.
- C'est une consonne centrale, ce qui signifie qu’elle est produite en laissant l'air passer au-dessus du milieu de la langue, plutôt que par les côtés.
- Son mécanisme de courant d'air est égressif glottal, ce qui signifie qu'elle est articulée en poussant l'air par la glotte, plutôt que par les poumons.

## Exemples
Cette consonne est courante dans les langues du Caucase :
- On la trouve en géorgien, où elle est écrite ‹ ჭ ›. /t͡ʃ’/ s’oppose à /t͡ʃ/ ‹ ჩ ›.
- En adyguéen et en kabarde, ce son est représenté par ‹ кӀ ›.
- En avar, il est représenté par ‹ чӀ ›.
- En ossète, il s’écrit ‹ чъ ›.
- En abkhaze, on utilise ‹ ҷ ›.

Le son [t͡ʃ’] existe aussi dans des langues amérindiennes de diverses familles, notamment le haïda, le tlingit, l’aymara, le quechua et des langues mayas telles que le q’eqchi’.